# Webインテリジェンス
Webインテリジェンス（ウェブインテリジェンス）は科学的研究開発の分野であり、ウェブによって強化された新製品、サービス、およびフレームワークに人工知能や情報技術を活用する。
この用語は、2000年にコンピュータソフトウェアとアプリケーションの学会でNing Zhong、Jiming Liu Yao、およびY.Y. Ohsugaが書いた論文で作られた。

## 研究
Webインテリジェンスに関する研究は、データマイニング（特にWebマイニング）、情報検索、パターン認識、予測分析、セマンティックWeb、Webデータウェアハウジングなど、多くの分野をカバーしており、通常はウェブのパーソナライゼーションやアダプティブサイトに重点を置いている。